# Arcidiecéze tridentská
Arcidiecéze tridentská (latinsky Archidioecesis Tridentina) je římskokatolická arcidiecéze na území severní Itálie se sídlem v Tridentu. Jejím současným arcibiskupem je Lauro Tisi, emeritním arcibiskupem Luigi Bressan.

## Historie

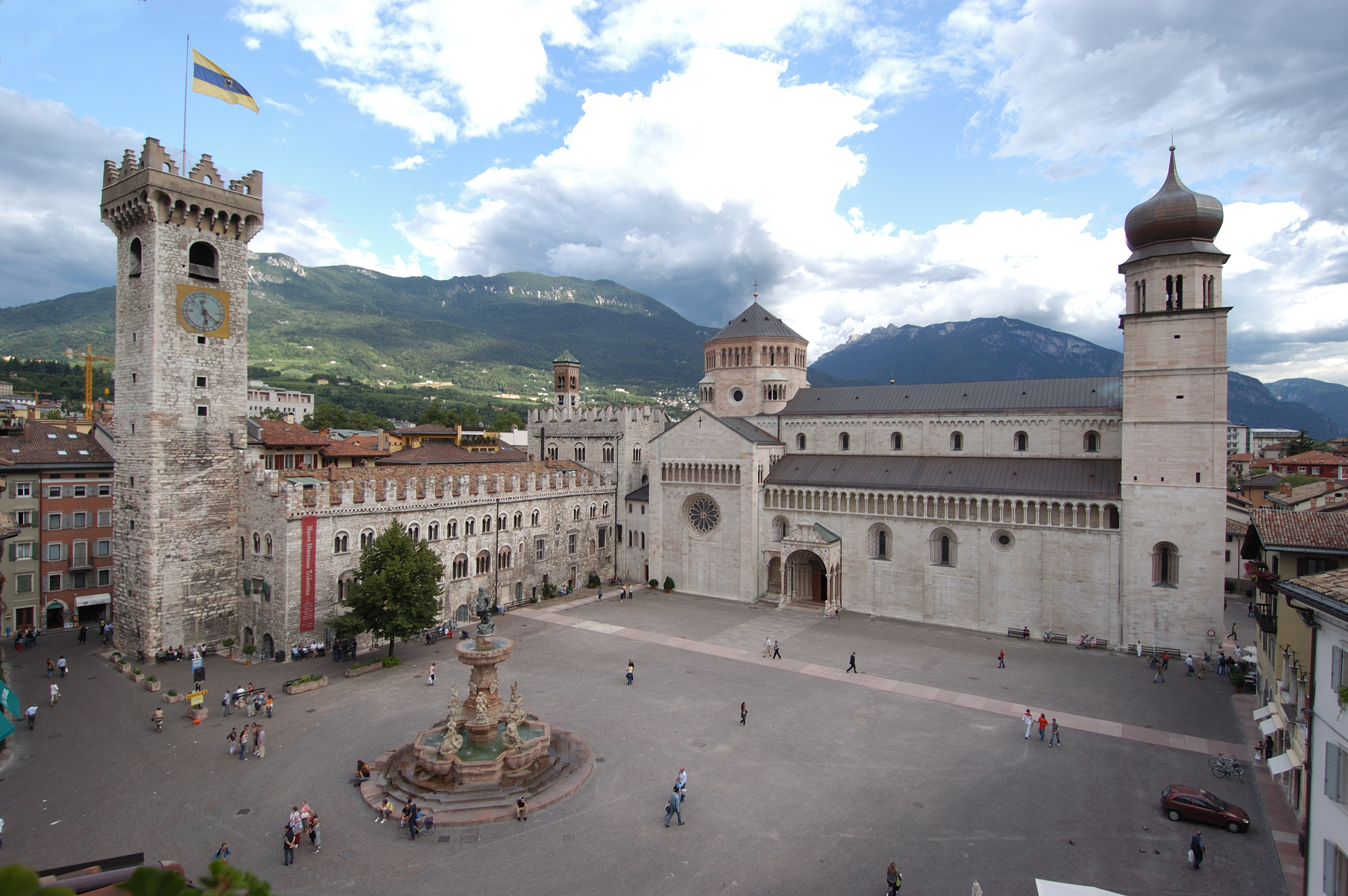
Pohled na Piazza Duomo v Tridentu, vlevo biskupský palác (Palazzo pretorio), vpravo katedrála